# Timor
Timor (port. Ilha de Timor, tetum Illa Timór, indonez. Pulau Timor)  – wyspa w archipelagu Małych Wysp Sundajskich, w południowo-wschodniej Azji. Część zachodnia wyspy, zwana Timorem Zachodnim, należy do Indonezji, natomiast część wschodnia stanowi niepodległe państwo – Timor Wschodni. Na zachód od Timoru leżą wyspy Sumba i Flores, na północny zachód Celebes, a w kierunku południowym znajduje się Australia.
- Powierzchnia: 30 777 km² (największa wyspa Małych Wysp Sundajskich)

Główne miasta:
- Kupang (465 637 mieszkańców)
- Dili (195 499 mieszkańców)

## Warunki naturalne
Wnętrze wyspy jest górzyste z najwyższym szczytem Foho Tatamailau (Ramelau), 2963 m n.p.m., natomiast w rejonach przybrzeżnych są niewielkie skrawki nizin.
Klimat równikowy, wilgotny. Naturalną roślinność stanowią sawanny i lasy monsunowe z eukaliptusem, palmami i drzewem sandałowym.
Rozwinięte rolnictwo i hodowla bydła, koni, trzody chlewnej. Uprawia się: ryż, kukurydzę, palmę kokosową, bataty, kawę, tytoń. Rybołówstwo. Eksploatacja lasów.

## Historia
- 1522: odkrycie przez Portugalczyków
- 1613–1618: zajęcie zachodniej części Timoru przez Holendrów
- podział wyspy między te dwa państwa, zatwierdzony traktatami z 1860 i 1914
- 1942–1945: okupacja japońska
- 1950: holenderski Timor Zachodni przyłączył się do Indonezji, Timor Wschodni pozostał kolonią portugalską
- 1975: Timor Wschodni siłą przyłączony do Indonezji
- walka polityczna i partyzancka w celu uzyskania niepodległości przez Timor Wschodni
- szacuje się, że w czasie 24-letniej okupacji wymordowanych zostało ok. 200 tys. Timorczyków,
- 31 sierpnia 1999: referendum niepodległościowe
- 1999: do czasu wkroczenia wojsk międzynarodowych „INTERFET” we wrześniu, wymordowanych zostaje kolejne 20 tys. osób i zniszczone od 80 do 90% domów Timorczyków wschodnich.
- 2001 sierpień: zaprzysiężenie parlamentarzystów i członków rządu
- 2002 marzec: ratyfikowanie konstytucji
- 20 maja 2002: niepodległość Timoru Wschodniego